# Classe Descubierta
Le corvette multiruolo tipo F-30 o Classe Descubierta, sono state costruite in Spagna, in nove esemplari, tra cui una corvetta per il Marocco. Delle otto unità costruite per la Armada Española, due mentre erano in fase di allestimento sono state cedute alla marina egiziana dove operano come fregate antisommergibile.

## Caratteristiche
Queste navi, il cui progetto costruttivo è basato sulle corvette portoghesi João Coutinho, hanno avuto un armamento di vario tipo, con missili Sea Sparrow e Aspide a poppa, un cannone da 76 mm Compatto dell'Oto Melara a prua, un paio di mitragliere da 20 mm a poppa, vicino a mezzanave e tubi lanciasiluri da 324 mm per siluri leggeri. Il loro curioso soprannome è hormigas atomicas, cioè "formiche atomiche".

## Servizio
Attualmente queste navi, tranne l'unità marocchina e le due unità vendute all'Egitto, sono state tutte riconvertite per altri compiti, con cinque unità utilizzate come pattugliatori di altura ed una che è stata trasformata in nave comando e appoggio della flotta dei dragamine della marina spagnola. Le unità riconvertite in pattugliatori di altura hanno eliminato la componente ASW con la rimozione dei tubi lanciasiluri ed hanno rafforzato la componente ASuW imbarcando i missili antinave Harpoon. Il pattugliatore P-75 ex corvetta F-31 Descubierta non ha alcuna componente missilistica così come la ex corvetta Diana, unità riconvertita in nave comando e appoggio della flotta dei dragamine. L'unità, che ha avuto la nuova matricola M-11 nel corso dei lavori di riconversione ha visto l'eliminazione dei cannoni Bofors dei missili Harpoon e Sea Sparrow e nello spazio guadagnato durante i lavori di modernizzazione è stata installata una camera iperbarica per sommozzatori ed apparecchiature per le immersioni.

## Unità

### Spagna
| Armada Española - Classe Descubierta | Armada Española - Classe Descubierta | Armada Española - Classe Descubierta | Armada Española - Classe Descubierta | Armada Española - Classe Descubierta | Armada Española - Classe Descubierta     | Armada Española - Classe Descubierta | Armada Española - Classe Descubierta |
| Nave                                 | Distintivo ottico                    | Cantiere                             | Varo                                 | Entrata in servizio                  | Disarmo                                  | ITU                                  | Immagine                             |
| ------------------------------------ | ------------------------------------ | ------------------------------------ | ------------------------------------ | ------------------------------------ | ---------------------------------------- | ------------------------------------ | ------------------------------------ |
| Descubierta                          | F-31 P-75                            | Bazán Cartagena                      | 8 luglio 1975                        | 18 novembre 1978                     | 30 giugno 2009 Demolita                  | [ 3 ]                                |                                      |
| Diana                                | F-32 M-11                            | Cartagena                            | 26 gennaio 1976                      | 30 giugno 1979                       | 28 giugno 2015                           | [ 3 ]                                |                                      |
| Infanta Elena                        | F-33 P-76                            | Cartagena                            | 14 settembre 1976                    | 12 aprile 1980                       | In servizio come pattugliatore di altura | [ 3 ]                                |                                      |
| Infanta Cristina                     | F-34 P-77                            | Cartagena                            | 8 luglio 1976                        | 24 novembre 1980                     | In servizio come pattugliatore di altura | [ 3 ]                                |                                      |
| Cazadora                             | F-35 P-78                            | Bazan Ferrol                         | 17 ottobre 1978                      | 20 luglio 1981                       | In servizio come pattugliatore di altura | [ 3 ]                                |                                      |
| Vencedora                            | F-36 P-79                            | Ferrol                               | 27 aprile 1979                       | 27 marzo 1982                        | 25 novembre 2016                         | [ 3 ]                                |                                      |

### Egitto
| القوات البحرية المصرية - Al-Quwwāt al-Baḥriyya al-Miṣriyya | القوات البحرية المصرية - Al-Quwwāt al-Baḥriyya al-Miṣriyya | القوات البحرية المصرية - Al-Quwwāt al-Baḥriyya al-Miṣriyya | القوات البحرية المصرية - Al-Quwwāt al-Baḥriyya al-Miṣriyya | القوات البحرية المصرية - Al-Quwwāt al-Baḥriyya al-Miṣriyya | القوات البحرية المصرية - Al-Quwwāt al-Baḥriyya al-Miṣriyya | القوات البحرية المصرية - Al-Quwwāt al-Baḥriyya al-Miṣriyya |
| Nave                                                       | matricola attuale                                          | Cantiere                                                   | Nome originario                                            | matricola originaria                                       | Entrata in servizio                                        | Situazione attuale                                         |
| ---------------------------------------------------------- | ---------------------------------------------------------- | ---------------------------------------------------------- | ---------------------------------------------------------- | ---------------------------------------------------------- | ---------------------------------------------------------- | ---------------------------------------------------------- |
| El Suez السويس                                             | F941                                                       | Bazan - Ferrol                                             | Centinela                                                  | F-37                                                       | 21 agosto 1984                                             | In servizio                                                |
| El Aboukir أبو قير                                         | F946                                                       | Bazan - Ferrol                                             | Serviola                                                   | F-38                                                       | 27 ottobre 1984                                            | In servizio                                                |

### Marocco
L'unità marocchina è dotata di missili Aspide in sostituzione degli Harpoon.
| البحرية لملكية - Marine Royale                          | البحرية لملكية - Marine Royale | البحرية لملكية - Marine Royale | البحرية لملكية - Marine Royale | البحرية لملكية - Marine Royale |
| Nave                                                    | matricola                      | Cantiere                       | Entrata in servizio            | Situazione attuale             |
| ------------------------------------------------------- | ------------------------------ | ------------------------------ | ------------------------------ | ------------------------------ |
| Lieutenant colonel Errhamani الليوتنان كولونيل الرحماني | 501                            | Bazan - Ferrol                 | 26 febbraio 1982               | In servizio                    |

## Situazione attuale

Nave Diana nel 2002 a Casablanca come nave comando MCMFORSOUTH

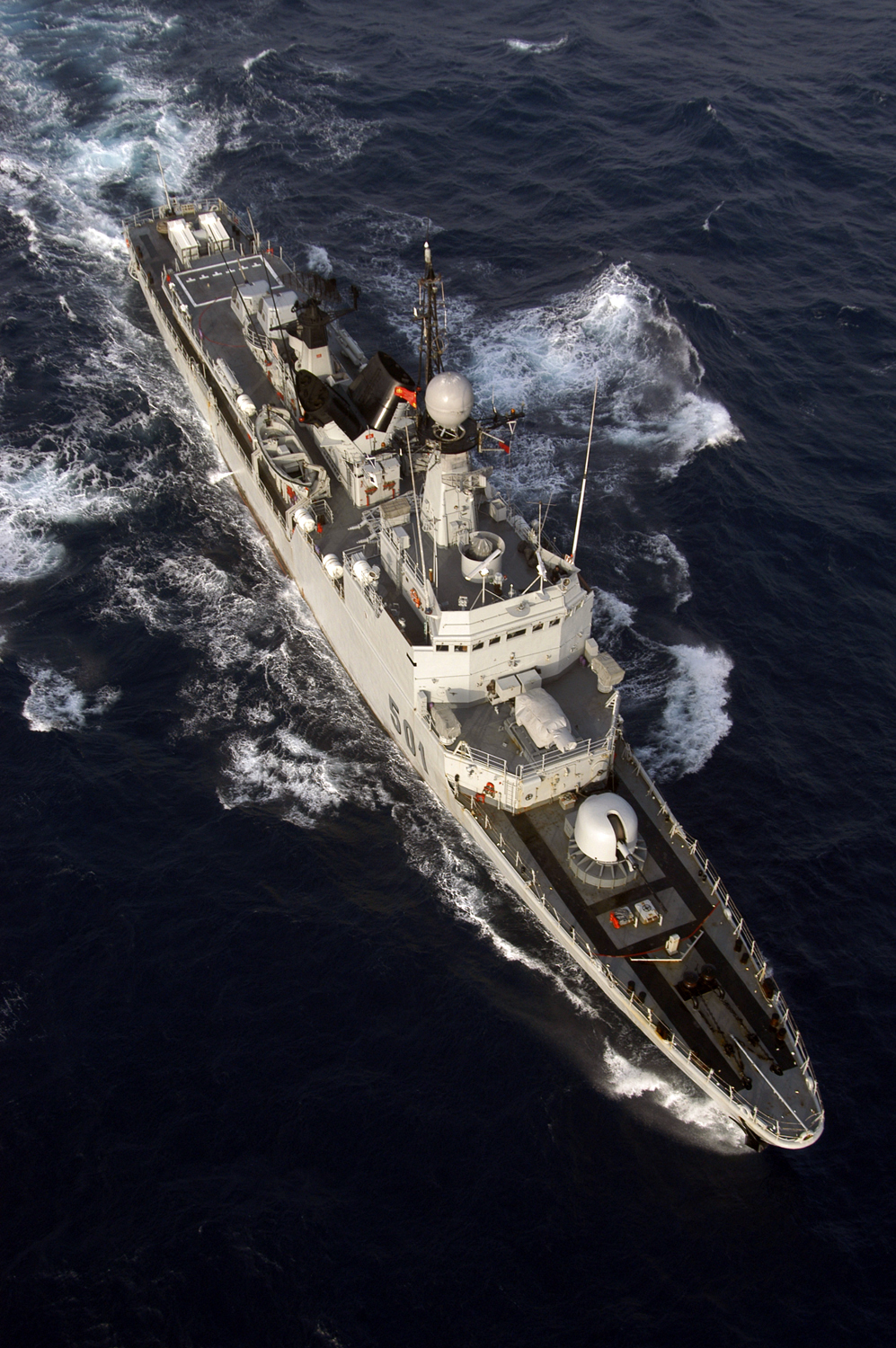
La corvetta marocchina Lieutenant Colonel Arrahmani in navigazione

Per quanto riguarda le unità che prestano servizio in altre marine quasi niente si conosce delle unità vendute agli egiziani, mentre l'unità in servizio nella marina marocchina è attualmente in servizio anche se in cattive condizioni generali, motivo per cui verrà sostituita da una fregata classe aquitaine (FREMM).